# Quantum Blue
M/Y Quantum Blue är en megayacht tillverkad av Lürssen i Bremen i Tyskland. Hon sjösattes 2014 och levererades i januari 2015 till den ryske affärsmannen Sergej Galitskij. År 2020 blev den förtöjd i hamnen Port Hercule i La Condamine i Monaco. I mars 2022 när megayachten skulle lämna hamnen så fick den tekniska problem. Dagen efter blev den stormad av monegaskiska myndigheter och den franska tullmyndigheten i syfte att beslag ta den. Galitskij hade, vid den tidpunkten, inte blivit sanktionerad av något land eller Europeiska unionen (EU). Vilket medförde dock att Quantum Blue kunde släppas redan i mitten av mars och var därmed fri att lämna Monaco.
Quantum Blue designades exteriört av Tim Heywood Design och interiört av Alberto Pinto. Den är 104 meter lång och har kapacitet att ha 14 passagerare fördelat på sju hytter. Megayachten har också plats för 18 besättningsmän.